# 4492 Debussy
4492 Debussy је астероид главног астероидног појаса са средњом удаљеношћу од Сунца која износи 2,765 астрономских јединица (АЈ).
Апсолутна магнитуда астероида је 12,9.